# Attje Kuiken
Attje Harma Kuiken (ur. 27 października 1977 w Groningen) – holenderska polityk i urzędniczka, deputowana, w latach 2022–2023 lider polityczny Partii Pracy.

## Życiorys
W latach 1996–1999 kształciła się w zakresie administracji publicznej w Noordelijke Hogeschool Leeuwarden, a w latach 2000–2006 studiowała nauki o organizacji na Uniwersytecie w Tilburgu. W latach 2001–2006 pracowała na stanowiskach urzędniczych w dyrekcji generalnej do spraw bezpieczeństwa w ministerstwie spraw wewnętrznych, doszła do stanowiska dyrektora biura w dziale strategii.
W 2002 wstąpiła do Partii Pracy. W 2006 po raz pierwszy uzyskała mandat posłanki do Tweede Kamer. Do niższej izby Stanów Generalnych była następnie wybierana w 2010, 2012, 2017 i 2021. Od grudnia 2016 do marca 2017 pełniła funkcję przewodniczącej frakcji deputowanych PvdA. Ponownie stanowisko to objęła w kwietniu 2022. W tym samym roku została nowym liderem politycznym Partii Pracy, zastępując Lilianne Ploumen. Pełniła tę funkcję do 2023.